# 7630 Yidumduma
7630 Yidumduma eller 1979 MR2 är en asteroid i huvudbältet som upptäcktes den 25 juni 1979 av de båda amerikanska astronomerna Eleanor F. Helin och Schelte J. Bus vid Siding Spring-observatoriet. Den är uppkallad efter australiensaren Bill Yidumduma Harney.
Asteroiden har en diameter på ungefär 6 kilometer och den tillhör asteroidgruppen Koronis.